# Sol (personnage)
Pour les articles homonymes, voir Sol.

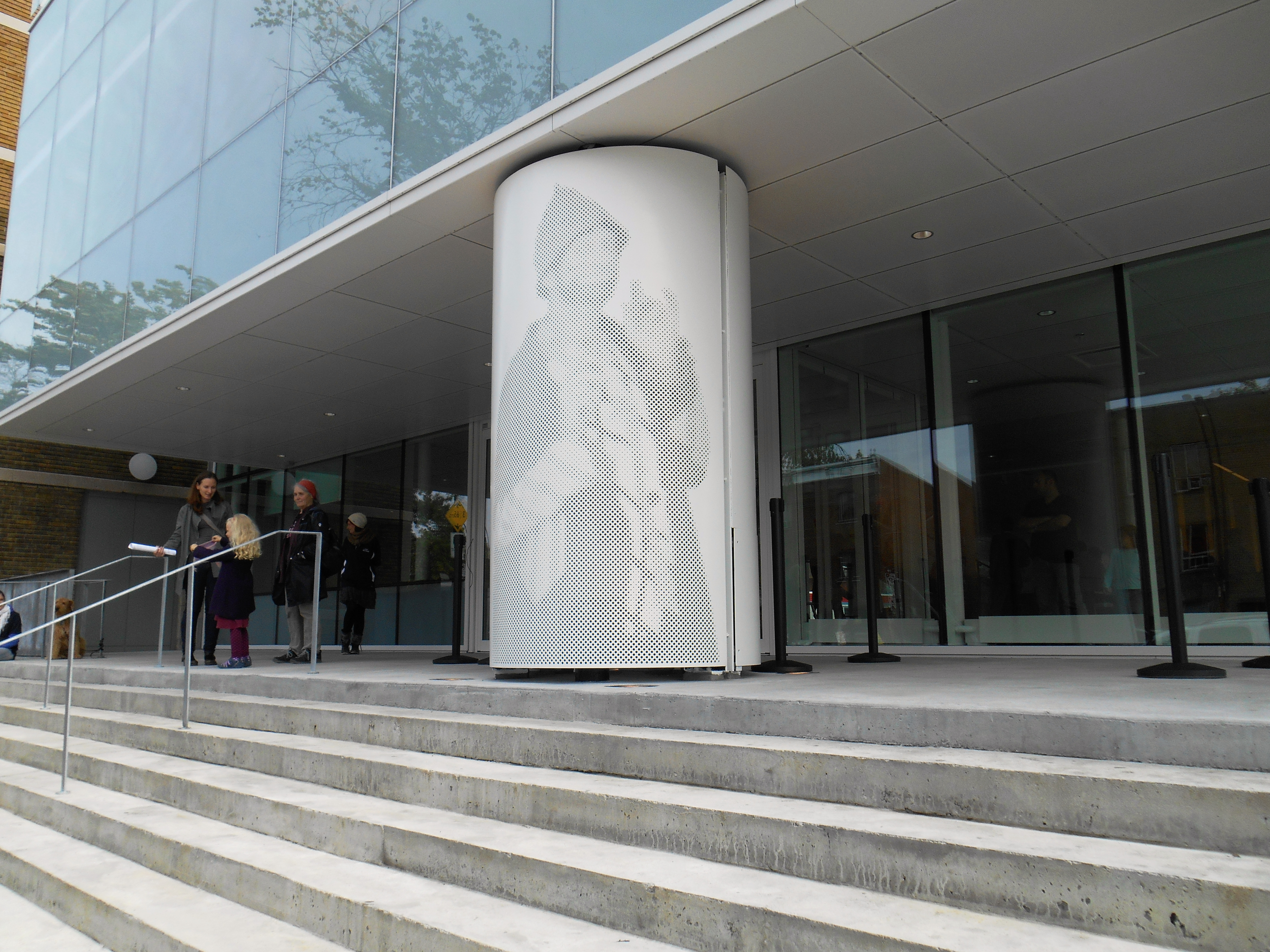
L'image de Sol apparait à l'entrée de la bibliothèque Marc-Favreau

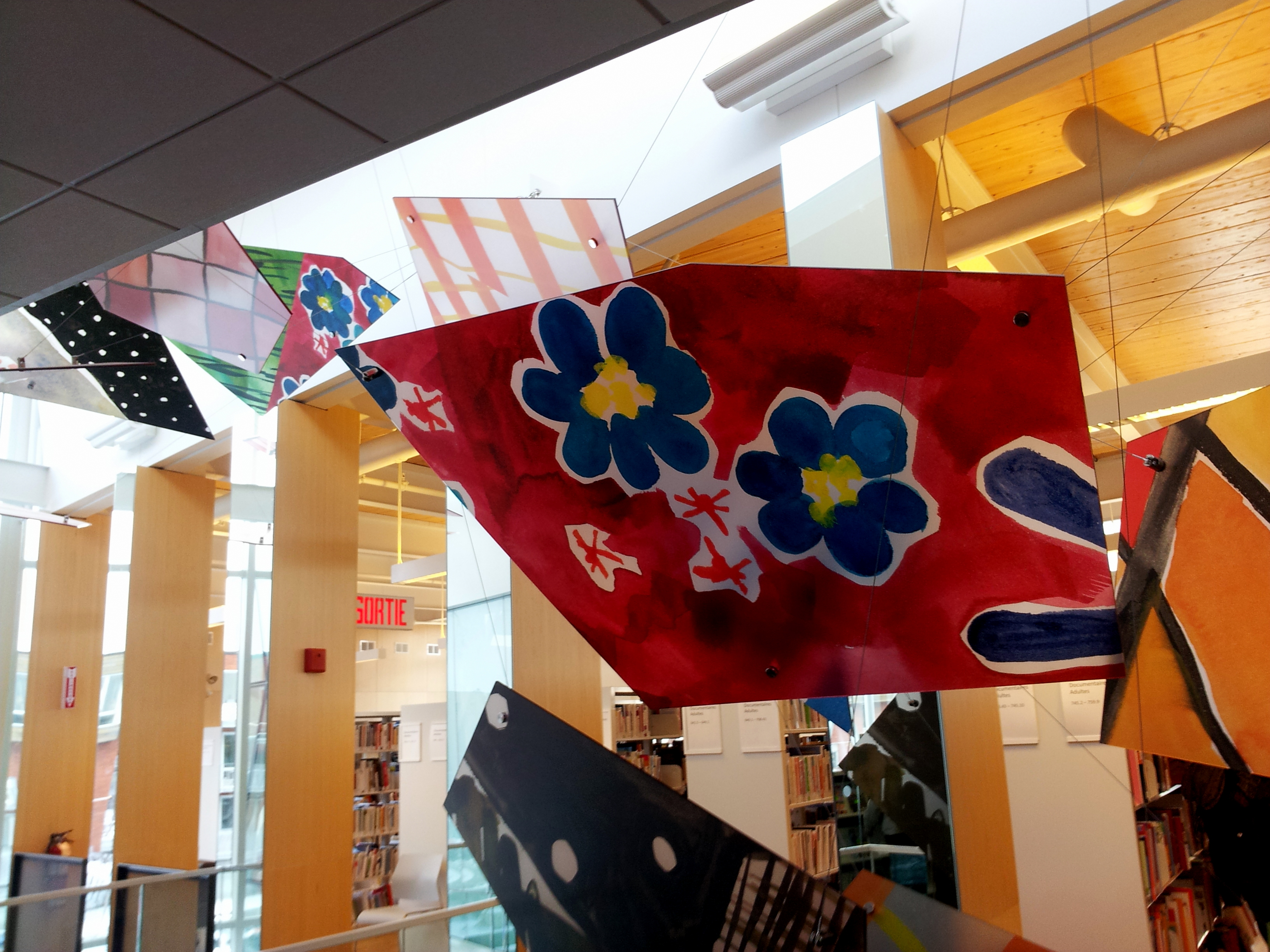
Le jardin intérieur de la bibliothèque accueille les 22 panneaux suspendus de l’œuvre Constellation en Sol, par Adad Hannah. Les panneaux évoquent le costume rapiécé que portait Marc Favreau pour incarner son personnage.

Sol est un personnage clownesque créé par le comédien québécois Marc Favreau. Sol et Marc Favreau sont associés à la langue et à la culture populaire québécoises,.
Il apparaît déguisé en clochard et raconte des épisodes de sa vie, mêlés d'observations sur la politique et la société. Son discours est truffé de calembours : « Je dessine avec les mots, dit-il ».
Le personnage de Sol est apparu en 1958, à la télévision de Radio-Canada, dans le cadre de l'émission La Boîte à Surprise, puis, à partir de 1968, dans la série Sol et Gobelet. Le personnage apparaissait principalement au Québec, mais Marc Favreau le produisait sur scène et au petit écran dans les autres provinces canadiennes, ainsi qu'en Europe.
Il fut créé d’abord comme un compagnon pour Bim (qui sera remplacé par Bouton, et puis par Gobelet, joué par Luc Durand), un clown incarné par Louis De Santis. Claude Fournier dira par la suite : « [Marc Favreau] l’a si bien développé et tellement assimilé que j'ai du mal à penser à lui autrement qu'en Sol. De Sol ou de Marc Favreau, on ne sait pas lequel était le plus vrai ».
Ce personnage, « qu'il projette sur toutes les scènes du Québec et de l'Europe francophone « afin de satisfaire les folles de tous les logis... » comme il le dit lui-même », est reconnu dans la francophonie, comme en témoignent les nombreux prix reçus par son interprète, Marc Favreau.

## Livres
- Presque tout Sol, aux éditions Stanké[9] :

« Retranché derrière sa candeur et son apparente naïveté, Sol est à la fois clown, thérapeute et philosophe. Doué d'un sens de l'observation sans pareil et d'une imagination sans bornes, s'il séduit autant les Québécois que les Européens, c'est que les sujets de ce grand comédien et auteur sont, comme il le dirait lui-même, universols. »

## Spectacles
- Prêtez-moi une oreille à tentative (2005)
- Je persifle et je singe
- Le retour aux souches
- Les Œufs limpides
- La Plainte aquatique
- Le Fier Monde
- Joyeux anniversaire Sol
- Au Théâtre de la Ville, Paris

## Télévision
- La Boîte à Surprise, à Radio-Canada

### Article de revue sur la littérature québécoise
- Hesbois, L. (1981). Les monologues de Sol : une initiation à la langue-Moi. Voix et Images (Université du Québec à Montréal), 7(1), 119–129[10].